# Skylar Healey
Skylar Alexis Healey (Canadá, 7 de noviembre de 1998) es una actriz y bailarina canadiense.

## Biografía
Skylar Alexis Healey nació en Canadá el 7 de noviembre de 1998. Empezó a bailar a muy temprana edad, y se ha convertido en miembro del estudio de baile Epic Dance Academy, del que es propietaria Samantha Grecchi, protagonista en The Next Step.
En 2015 consigue un papel recurrente en la serie de televisión canadiense The Next Step, en el canal Family Channel, donde interpreta a Skylar la hermana de la bailarina Cierra del estudio de baile del mismo nombre, que entra en la compañía A, en 2016 en fichada para tener el papel protagonista en la temporada 4 de la serie junto a Brittany Raymond, Allie Goodbun, Isaiah Peck, entre otros.
Skylar junto con su hermana, asiste a la academia de baile Carol Kitchen's Dance Centre en Brantford, Ontario, Canadá.

## Vida personal
Healey tiene una hermana mayor, Cierra Healey, que también es actriz y bailarina que aparece en la serie The Next Step, como Cierra, la hermana mayor de Skylar. Sus padres están divorciados.

## Filmografía

### Televisión

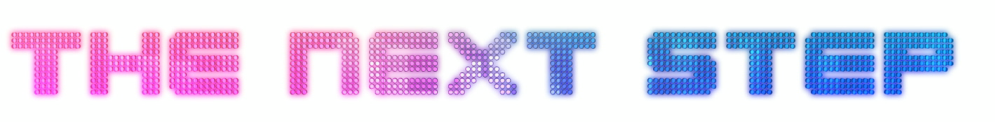
Skylar Healey interpreta a Skylar en The Next Step.

| Año       | Título        | Personaje | Notas        |
| --------- | ------------- | --------- | ------------ |
| 2015-2017 | The Next Step | Skylar    | 33 episodios |